# Dorina Mitrea
Pour les articles homonymes, voir Mitrea.
Dorina Irena-Rita Mitrea (née le 30 avril 1965) est une mathématicienne roumano-américaine connue pour son travail en analyse harmonique, sur les équations aux dérivées partielles et la théorie des distributions, et dans l'enseignement des mathématiques. Elle est professeure de mathématiques et présidente du département de mathématiques de l'université Baylor.  

## Éducation et carrière
Mitrea a obtenu une maîtrise en 1987 à l'université de Bucarest. Sa thèse, intitulée Riemann’s Theorem for Simply Connected Riemann Surfaces, a été dirigée par Cabiria Andreian Cazacu. Elle a terminé son doctorat en 1996 de l'université du Minnesota. Sa thèse, intitulée Layer Potential Operators and Boundary Value Problems for Differential Forms on Lipschitz Domains, a été supervisée par Eugene Barry Fabes.  
Mitrea a rejoint la faculté de mathématiques de l'université du Missouri à Columbia en 1996 et est devenue professeur émérite M. & R. Houchins de mathématiques à l'université du Missouri en 2016. Elle a déménagé à Baylor en tant que professeure et présidente en 2019. 

## Publications
Mitrea est l'auteure de: 
- Layer Potentials, the Hodge Laplacian, and Global Boundary Problems in Nonsmooth Riemannian Manifolds (avec Marius Mitrea et Michael E. Taylor (en), Mémoires de l'American Mathematical Society, 2001) [6]
- Calculus Connections: Mathematics for Middle School Teachers (avec Asma Harcharras, Pearson Prentice Hall, 2007)
- Distributions, Partial Differential Equations, and Harmonic Analysis (Universitext, Springer, 2013; 2nd ed., 2018) [7]
- Groupoid Metrization Theory: With Applications to Analysis on Quasi-Metric Spaces and Functional Analysis (avec Irina Mitrea, Marius Mitrea et Sylvie Monniaux, Birkhäuser, 2013) [8]
- The Hodge-Laplacian: Boundary Value Problems on Riemannian Manifolds (avec Irina Mitrea, Marius Mitrea et Michael E. Taylor (en), De Gruyter, 2016) [9]
- {\displaystyle L^{p}} - Square Function Estimates on Spaces of Homogeneous Type and on Uniformly Rectifiable Sets (avec Steve Hofmann, Marius Mitrea et Andrew J. Morris, Memoirs of the American Mathematical Society, 2017)

## Vie privée
Mitrea est mariée à Marius Mitrea, également mathématicien et ils ont déménagé du Missouri à Baylor.  